# Lamprothyrsus peruvianus
Lamprothyrsus peruvianus är en gräsart som beskrevs av Albert Spear Hitchcock. Lamprothyrsus peruvianus ingår i släktet Lamprothyrsus och familjen gräs. Inga underarter finns listade i Catalogue of Life.